# 高城精機製作所
株式会社高城精機製作所（たかぎせいきせいさくしょ）はかつて存在したプラスチック射出成形用金型を製造する企業であった。2012年4月に、親会社であるタカギと合併し、消滅した。

## 沿革
- 1966年（昭和41年）5月 - 北九州市小倉南区にて、会社設立。
- 1966年（昭和41年）8月 - 現在の本社所在地に、本社及び工場移転。
- 2012年（平成24年）4月 - 親会社のタカギと合併し、消滅。